# Pisica pe acoperișul fierbinte (piesă de teatru)
Pisica pe acoperișul fierbinte (în engleză Cat on a Hot Tin Roof) este o piesă în trei acte scrisă de Tennessee Williams. Piesa, o adaptare a nuvelei sale din 1952 Trei jucători ai unui joc de vară, a fost scrisă între 1953 și 1955. Una dintre cele mai faimoase lucrări ale lui Williams și preferata sa personală, piesa a câștigat Premiul Pulitzer pentru dramă în 1955. Amplasată în „casa de plantație din Delta Mississippi” a lui Big Daddy Pollitt, un magnat bogat al bumbacului, piesa examinează relațiile dintre membrii familiei lui Big Daddy, în primul rând dintre fiul său Brick și Maggie „Pisica”, soția lui Brick.
Pisica pe acoperișul fierbinte prezintă motive precum moravurile sociale, lăcomia, superficialitatea, minciunea, decăderea, dorința sexuală, represiunea și moartea. Dialogul este adesea scris folosind ortografie non-standard, menită să evidențieze accentele din sudul Statelor Unite. În producția originală au jucat Barbara Bel Geddes, Burl Ives și Ben Gazzara. Piesa a fost adaptată în filmul omonim din 1958, cu Elizabeth Taylor și Paul Newman în rolurile Maggie și Brick, și cu Burl Ives și Madeleine Sherwood recreându-și rolurile de pe scenă. Williams a făcut excizii și modificări substanțiale piesei pentru reprezentația din 1974. Aceasta a fost versiunea folosită pentru majoritatea adaptărilor ulterioare, care au fost numeroase.

## Rezumat
Piesa prezintă o familie din sudul SUA într-un moment de criză, în centrul acțiunii fiind soțul Brick și soția Margaret (denumită de obicei Maggie sau „Maggie Pisica”) și interacțiunea lor cu familia lui Brick pe parcursul întâlnirii dintr-o seară la proprietatea familiei din Mississippi. Petrecerea sărbătorește ziua de naștere a patriarhului Big Daddy Pollitt (Papa cel Mare), „cel mai mare plantator de bumbac din Deltă”, și întoarcerea sa de la Clinica Ochsner cu o stare de sănătate perfectă. Toți membrii familiei, cu excepția lui Big Daddy și a soției sale, Big Mama (Mama-Mare), sunt conștienți de adevăratul diagnostic al lui Big Daddy: va muri de cancer. Familia i-a mințit pe Big Daddy și Big Mama pentru a-i scuti de durere pe cei doi bătrâni tocmai de ziua patriarhului, dar pe parcursul piesei, devine clar că familia Pollitt e expertă în aparențe înșelătoare de mult timp.
Maggie, hotărâtă și frumoasă, a vrut să scape de sărăcia în care copiărise pentru a intra în bogata familie Pollitt, dar își dă repede seama că este nefericită. Familia este conștientă că Brick nu mai are relații intime cu Maggie de mult timp, ceea ce provoacă tensiuni în căsnicia lor. Brick, o fostă vedetă de fotbal, o înfurie pe Maggie pentru că ignoră deliberat încercările fratelui său Gooper de a controla averea familiei. Indiferența lui Brick și înclinația lui spre băutură au escaladat odată cu sinuciderea prietenului său, Skipper. Maggie se teme că starea deplorabilă a lui Brick va asigura moștenirea moșiei lui Gooper și soției sale, Mae.
În acea seară, Brick, Big Daddy, Maggie și întreaga familie trebuie să se confrunte separat cu problemele pe care le-au ținut în ei atâta timp. Big Daddy încearcă să se împace cu alcoolicul Brick. Atât Big Daddy, cât și Maggie îl confruntă separat pe Brick cu privire la adevărata natură a relației cu coechipierul său de fotbal, Skipper, cel care pare a fi sursa suferinței și alcoolismului său.
Brick îi explică lui Big Daddy că Maggie e geloasă pe prietenia strânsă dintre el și Skipper și băuiește că această prietenie ar fi implicat și o latură romantică. Mai spune și că Skipper a vrut să întrețină relații intime cu Maggie pentru a-i dovedi că se înșeală. Brick crede că, atunci când Skipper nu a putut finaliza actul, gândurile despre sexualitatea lui și prietenia cu Brick l-au făcut să nu mai suporte. Brick mărturisește că Skipper, cu puțin timp înainte de a se sinucide, i-a vorbit despre sentimentele sale, dar el l-a respins.
Dezgustat de falsitatea și prefăcătoria familiei, Brick îi spune lui Big Daddy că raportul medical despre starea lui de sănătate a fost falsificat. Big Daddy iese intempestiv din cameră, aduându-i înăuntru pe toți. Maggie, Brick, Mae, Gooper și Doc Baugh (medicul familiei) decid să-i spună lui Big Mama adevărul despre boala soțului ei, iar ea este devastată de veștile primite. Gooper și Mae încep să discute deja despre împărțirea proprietății Pollitt. Big Mama își apără soțul de propunerile lui Gooper și Mae.
Big Daddy reapare și le spune că are de gând să moară în pace. Crezând că va asigura moștenirea lui Brick, Maggie îi spune că este însărcinată. Gooper și Mae știu că este o minciună, dar Big Mama și Big Daddy cred că Maggie „poartă viață”. Când rămân din nou singuri, Maggie ascunde toată băutura și îi promite lui Brick că „va face minciuna adevărată”.

## Teme

### Minciuna
Minciuna este o temă recurentă de-a lungul piesei. Brick folosește cuvântul pentru a-și exprima dezgustul față de „minciunile și mincinoșii” pe care le vede în jurul său și cu toate regulile complicate de conduită în societatea și cultura Sudului american. Big Daddy afirmă că dezgustul lui Brick față de minciună este de fapt dezgust față de el însuși pentru că l-a respins pe Skipper înainte de sinuciderea acestuia. Cu excepția lui Brick, întreaga familie îi minte pe Big Daddy și Big Mama despre cancerul terminal. În plus, Big Daddy își minte soția, iar Gooper și Mae manifestă motive avare în încercarea lor de a moșteni averea lui Big Daddy.
În unele cazuri, personajele refuză să creadă anumite afirmații, convingându-se că sunt minciuni. O frază recurentă este replica, „Nu ar fi amuzant dacă ar fi adevărat?”, spusă atât de Big Daddy, cât și de Brick, după ce Big Mama și Maggie își proclamă dragostea. Declarațiile sentimentale ale personajelor nu mai fac diferența între adevăr și minciună; în schimb, sunt guvernate de certitudine sau incertitudine. Această frază este și ultima replică a piesei scrise inițial de Williams, precum și a versiunii din 1974.

### Iminența morții
În centrul piesei se află, de asemenea, atitudinile oamenilor față de moarte, precum și inutilitatea și nihilismul pe care unii le descoperă atunci când se confruntă cu iminența morții. Idei similare se regăsesc în Do Not Go Gentle into That Good Night de Dylan Thomas, din care Williams a extras ideea și a adăugat-o ca epigraf la versiunea piesei sale din 1974. Aceste replici se potrivesc, deoarece Thomas i-a scris poemul propriului său tată aflat pe moarte.
În plus, într-una dintre numeroasele sale schițe, într-o notă de subsol despre atitudinea lui Big Daddy în actul al treilea, Williams consideră Pisica pe acoperișul fierbinte o „piesă care spune un singur lucru afirmativ despre „Soarta omului”: că este încă în puterea lui să nu țipe ca un porc, ci să-și țină gura.”

## Reprezentații

### Producția originală pe Broadway
Producția originală de pe Broadway, care a debutat la Morosco Theatre pe 24 martie 1955, a fost regizată de Elia Kazan, iar în rolurile principale au jucat Barbara Bel Geddes (Maggie), Ben Gazzara (Brick), Burl Ives (Big Daddy), Mildred Dunnock (Big Mama), Pat Hingle (Gooper) și Madeleine Sherwood (Mae). Bel Geddes a fost singurul membru al distribuției nominalizat pentru un premiu Tony, iar Kazan a fost nominalizat pentru cel mai bun regizor de piesă. Kazan avea o influență enormă în industrie la acea vreme, încât l-a convins pe Williams să rescrie actul al treilea după propriile lui indicații. Kazan a cerut ca Maggie să fie mai empatică cu cei din jur, Big Daddy care era pe moarte să-și facă reintrarea în scenă, iar Brick să sufere un fel de trezire morală. Williams a capitulat, dar când piesa a fost publicată mai târziu în acel an de New Directions Publishing, a inclus două versiuni ale actului trei, originalul lui Williams și revizuirea Broadway, cu „Notă de explicație” însoțitoare. Pentru reprezentația piesei din 1974, Williams a făcut revizuiri suplimentare tuturor celor trei acte, iar New Directions a publicat acea versiune a piesei în 1975.
Atât Ives, cât și Sherwood și-au reluat rolurile în versiunea de film din 1958. Distribuția a mai avut parte de duo-ul de blues din sud Brownie McGhee și Sonny Terry, iar o altă variantă luată în calcul pentru rolul lui Gazzara a fost tânărul Cliff Robertson. Când Gazzara a părăsit piesa, a fost înlocuit de Jack Lord. Alte roluri secundare din producția originală de la Broadway au fost interpretate de R.G. Armstrong (Doctor Baugh), Fred Stewart (Reverend Tooker), Janice Dunn (Trixie), Seth Edwards (Sonny), Maxwell Glanville (Lacey), Pauline Hahn (Dixie), Darryl Richard (Buster), Eva Vaughn Smith (Daisy) și Musa Williams (Sookey).
La Londra, piesa a fost regizată de Peter Hall și a avut premiera la Comedy Theatre pe 30 ianuarie 1958. Kim Stanley a jucat în rolul lui Maggie, Paul Massie în rolul lui Brick și Leo McKern în rolul lui Big Daddy.

### Alte reprezentații
În varianta din 1974 pusă în scenă de către Teatrul American Shakespeare din Stratford, Connecticut, au interpretat Elizabeth Ashley, Keir Dullea, Fred Gwynne, Kate Reid și Charles Siebert. Ashley a fost nominalizată la un premiu Tony. Pentru această producție, Williams a restaurat mare parte din textul la care renunțase inițial la insistențele lui Elia Kazan. Astfel, a inclus un al treilea act revizuit și a făcut revizuiri substanțiale în altă parte. Potrivit lui Ashley, Williams le-a permis actorilor să studieze notele originale și diverse schițe ale scenariului și să adauge replici dacă vor considera necesar. Când această producție s-a mutat din Connecticut pe Broadway, rolul lui Lacey a fost omis și numărul copiilor lui Mae și Gooper a fost redus la trei. În același deceniu, John Carradine și Mercedes McCambridge au interpretat rolurile lui Big Daddy și Big Mama în turneu.
Varianta piesei de pe scena Teatrului Național din Londra din 1988, în regia lui Howard Davies, i-a avut ca protagoniști pe Ian Charleson, Lindsay Duncan, Barbara Leigh-Hunt și Eric Porter.
În reprezentația din 1990 a jucat Kathleen Turner, care a fost nominalizată la Tony pentru interpretarea rolului Maggie, deși revista New York a numit-o „pierdută fără speranță... în această producție slabă”. Charles Durning, în rolul lui Big Daddy, a primit un premiu Tony pentru cel mai bun actor dintr-o piesă. Daniel Hugh Kelly l-a jucat pe Brick, iar Polly Holliday pe Big Mama. Holliday a fost, de asemenea, nominalizat pentru un Tony.
O producție din 2001 la Lyric Shaftesbury, Londra, a fost primul revival din West End după reprezentația din 1958. Produsă de Anthony Page, producția i-a avut în rolurile principale pe Brendan Fraser (Brick), Frances O'Connor (Maggie), Ned Beatty (Big Daddy) și Gemma Jones (Big Mamma). Recenziile au fost în general pozitive.
Producția din 2003 a primit recenzii destul de slabe, în ciuda prezenței vedetelor de film Ashley Judd și Jason Patric. Doar Ned Beatty ca Big Daddy și Margo Martindale ca Big Mama s-au remarcat pentru performanțe impresionante. Martindale a primit o nominalizare la Tony.
O altă producție din 2003 pentru Belvoir St. Theatre a fost regizată de Simon Stone, cu distribuția formată din Jacqueline McKenzie (Maggie), Ewen Leslie (Brick) și Marshall Napier (Big Daddy). Această producție a fost un succes de box office, sezonul fiind extins la Theatre Royal din Sydney.
În producția din 2004 de la Kennedy Center au jucat actorii Mary Stuart Masterson (Maggie), Jeremy Davidson (Brick), George Grizzard (Big Daddy), Dana Ivey (Big Mama) și Emily Skinner (Mae). La scurt timp după aceea, Masterson și Davidson s-au căsătorit.
În 2008, pe Broadway s-a lansat o producție cu distribuția exclusiv afro-americană, regizată de Debbie Allen. Terrence Howard și-a făcut debutul pe Broadway în rolul lui Brick. Au interpretat James Earl Jones ca Big Daddy, Phylicia Rashad ca Big Mama, Anika Noni Rose ca Maggie și Lisa Arrindell Anderson ca Mae. În noiembrie 2009, producția s-a mutat la teatrul West End din Londra, unde Adrian Lester a jucat rolul Brick și Sanaa Lathan a interpretat-o pe Maggie. Producția West End a primit în 2010 premiul Laurence Olivier pentru cel mai bun revival al unei piese de teatru.
În 2010, o producție a piesei a fost lansată la Teatrul ADC al Universității Cambridge, iar în ianuarie 2011, o producție pentru marcarea a 100 de ani de la nașterea lui Williams a fost prezentată la Teatrul Englez din Viena, Austria. Piesa a fost jucată la Festivalul Shaw din Niagara-on-the-Lake, Canada, în 2011, cu Maya O'Connell în rolul lui Maggie și Gray Powell în rolul lui Brick și în 2012 la Guthrie Theatre din Minneapolis.
O reprezentație pe Broadway din 2013 i-a avut pe Ciarán Hinds ca Big Daddy, Debra Monk ca Big Mama, Benjamin Walker ca Brick, George Porteous ca Sonny și Scarlett Johansson ca Maggie.
În 2014 piesa s-a jucat la Royal & Derngate, Royal Exchange Theatre și Northern Stage, cu muzică originală interpretată de trupa White Lies. Distribuția i-a cuprins pe Mariah Gale, Charles Aitken, Daragh O'Malley și Kim Criswell, în regia lui James Dacre. În această producție, O'Malley a fost remarcat pentru interpretarea sa și a câștigat un premiu MTA și o nominalizare pentru interpretarea lui Big Daddy.
Festivalul de teatru Berkshire a produs piesa în iunie 2016, în regia lui David Auburn, cu Michael Raymond-James în rolul Brick, Rebecca Brooksher în rolul Maggie, Linda Gehringer în rolul Big Mama și Jim Beaver în rolul Big Daddy.
Producția Young Vic din 2018, regizată de Benedict Andrews, cu Sienna Miller ca Maggie, Jack O'Connell ca Brick, Colm Meaney ca Big Daddy, Lisa Palfrey ca Big Mama, Hayley Squires ca Mae, Brian Gleeson ca Gooper, Richard Hansell în rolul doctorului și Michael J. Shannon în rolul reverendului, a fost filmată la Apollo Theatre pentru National Theatre Live. Pe 10 martie 2021, producția filmată a fost adăugată serviciului de streaming al National Theatre Live, National Theatre At Home.
În 2022, Tennessee Wiiliams Estate a acordat companiei de producție Ruth Stage dreptul de a interpreta spectacolul independent de Broadway pentru prima dată în istoria piesei. Spectacolul a primit recenzii în mare parte pozitive pentru 35 de spectacole la Theater at St. Clements in Hell's Kitchen. Datorită succesului spectacolelor, Estate a semnat un contract fără precedent pentru încă 41 de spectacole la același teatru în iarna lui 2023.
În 2023 Roy Alexander Weise a regizat o nouă versiune jucată pe scena Teatrului Royal Exchange din Manchester. Din distribuție fac parte Patrick Robinson (Big Daddy), Ntombizodwa Ndlovu (Maggie), Bayo Gbadamosi (Brick), Jacqui Dubois (Big Mama), Danielle Henry (Mae). Accentul este deplasat pe coruptibilitatea celor bogați. Piesa se adaptează timpurilor actuale, însă fără a altera specificul sudist din opera originală.

## Distribuție
| PERSONAJ                  | BROADWAY 1955         | WEST END 1958    | BROADWAY 1974   | BROADWAY 1990      | BROADWAY 2003       | BROADWAY 2008             | BROADWAY 2013       | 2022                     | 2023              |
| ------------------------- | --------------------- | ---------------- | --------------- | ------------------ | ------------------- | ------------------------- | ------------------- | ------------------------ | ----------------- |
| Margaret                  | Barbara Bel Geddes    | Kim Stanley      | Elizabeth Asley | Kathleen Turner    | Ashley Judd         | Anika Noni Rose           | Scarlett Johansson  | Sonoya Mizuno            | Cortney Henggeler |
| Brick                     | Ben Gazzara/Jack Lord | Paul Massie      | Keir Dullea     | Daniel Hugh Kelly  | Jason Patric        | Terence Howard            | Benjamin Walker     | Matt de Rogatis          |                   |
| Big Daddy (Papa cel Mare) | Burl Ives             | Leo McKern       | Fred Gwynne     | Charles Durning    | Ned Beatty          | James Earl Jones          | Ciarán Hinds        | Christian Jules le Blanc | Fred Weller       |
| Big Mama (Mama-Mare)      | Mildred Dunnock       | Bee Duffell      | Kate Reid       | Polly Holliday     | Margo Martindale    | Phylicia Rashad           | Debra Monk          | Alison Fraser            |                   |
| Gooper                    | Pat Hingle            | Alan Tilvern     | Charles Siebert | Kevin O'Rourke     | Michael Mastro      | Giancarlo Esposito        | Michael Park        | Adam Dodway              |                   |
| Mae                       | Madeleine Sherwood    | Daphne Anderson  | Joan Pape       | Debra Jo Rupp      | Amy Hohn            | Lisa Arrindell Anderson   | Emily Bergl         | Tiffan Borelli           | Christine Copley  |
| Dr. Baugh                 | R. G. Armstrong       | Launce Maraschal | William Larsen  | Jerome Dempsey     | Edwin C. Owens      | Count Stovall             | Brian Reddy         | Jim Kempner              | Giorgio Panetta   |
| Reverendul Tooker         | Fred Stewart          | Roger Winton     | Wyman Pendleton | Nesbitt Blaisdell  | Patrick Collins     | Lou Myers                 | Vin Knight          | Milton Elliott           |                   |
| Trixie                    | Janice Dunn           | Vanessa Halliday |                 | Erin Torpey        | Pamela Jane Henning | Marissa Chisolm           | Charlotte Rose Masi | Alex Smith               |                   |
| Sonny                     | Seth Edwards          |                  |                 | Billy L. Sullivan  | Zachary Ross        | Skye Jasmine Allen-McBean | George Porteous     |                          |                   |
| Lacey                     | Maxwell Glanville     | Don Johnson      |                 | Marcial Howard     | Alvin Keith         | Clark Jackson             | Lance Roberts       |                          |                   |
| Dixie                     | Pauline Hahn          | Jasmine Bowen    | Kathy Rich      | Amy Gross          | Isabella Mehiel     | Heaven Howard             | Victoria Leigh      |                          |                   |
| Brightie                  | Brownie McGhee        |                  |                 | Ron Brice          | Starla Benford      |                           | Will Cobbs          |                          |                   |
| Buster                    | Darryl Richard        | Bryan Whatts     |                 | Seth Jerome Walker | Charles Saxton      |                           | Noah Unger          |                          |                   |
| Daisy                     | Eva Vaughn Smith      |                  |                 |                    |                     |                           | Tanya Birl          |                          |                   |
| Polly                     |                       |                  |                 | Suzy Bouffard      | Muireann Phelan     |                           | Laurel Griggs       |                          |                   |
| Small                     | Sonny Terry           | Mark Heath       |                 |                    |                     |                           |                     |                          |                   |
| Sookey                    | Musa Williams         | Sonate           | Sarallen        | Edwina Lewis       |                     | Marja Harmon              | Cherene Snow        |                          |                   |

## Adaptări
Versiunea pentru marele ecran a fost lansată de MGM în 1958, în rolurile principale fiind Elizabeth Taylor, Paul Newman, Judith Anderson și Jack Carson, cu Burl Ives și Madeleine Sherwood reluându-și rolurile de pe scenă. Criticii au spus că cenzura și regizorii filmului au diminuat autenticitatea filmului. Codul Hays a limitat exprimarea dorinței sexuale dintre Brick și Skipper și a redus replicile negative din piesa originală cu privire la homofobie și discriminare sexuală. Potrivit criticului Emanuel Levy, George Cukor a fost desemnat inițial să regizeze filmul, „deși problemele de cenzură - în special homosexualitatea - l-au împiedicat să o facă”. Versiunea regizorului Richard Brooks a fost criticată pentru că temperează prea mult piesa, eliminând în special tema homosexuală. Filmul a prezentat ideea vagă de venerare a unui idol, mai degrabă decât sugestia puternică a homosexualității scrisă de Tennessee Williams. Se pare că Williams a fost nemulțumit de scenariu, în care s-au eliminat aproape toate temele homosexuale, iar actul al treilea a fost revizuit pentru a include o scenă lungă a împăcării dintre Brick și Big Daddy. Paul Newman, vedeta filmului, și-a declarat și el dezamăgirea față de adaptare. În ciuda acestui fapt, filmul a fost foarte apreciat și a fost nominalizat la mai multe premii Oscar, inclusiv pentru cel mai bun film. Elizabeth Taylor și Paul Newman au primit ambii nominalizări la Oscar pentru interpretarea lor.
În 1976, a fost produsă o versiune de televiziune a piesei, cu Natalie Wood ca Maggie, Robert Wagner ca Brick, Laurence Olivier în rolul Big Daddy și Maureen Stapleton în rolul Big Mama.
În 1984, o altă versiune de televiziune a fost produsă de American Playhouse, cu Jessica Lange, Tommy Lee Jones, Rip Torn, Kim Stanley, David Dukes și Penny Fuller. Această adaptare, regizată de Jack Hofsiss, a reînviat insinuările sexuale care fuseseră excluse în filmul din 1958. Atât Stanley, cât și Fuller au fost nominalizate la premiul Emmy pentru cea mai bună actriță în rol secundar într-o miniserie, iar Stanley a și câștigat.
Filmul produs la Bollywood în 2016 Kapoor & Sons a fost, de asemenea, inspirat din piesa lui Williams.
O nouă adaptare cinematografică a fost anunțată în 2021, cu Antoine Fuqua regizor și producător. Producătorii piesei din 2008 de pe Broadway, Stephen C. Byrd și Alia Jones-Harvey, vor fi și ei implicați în acest proiect.

## Premii și nominalizări

### Broadway 1955
| AN   | PREMIU                         | CATEGORIE                             | NOMINALIZAT        | REZULTAT     |
| ---- | ------------------------------ | ------------------------------------- | ------------------ | ------------ |
| 1955 | New York Drama Crtitcs' Circle | Cea mai bună piesă                    | Tennessee Williams | câștigător   |
| 1955 | Premiul Pulitzer               | Dramă                                 | Tennessee Williams | câștigător   |
| 1956 | Premiile Tony                  | Cea mai bună piesă                    |                    | nominalizare |
| 1956 | Premiile Tony                  | Cea mai bună actriță în rol principal | Barbara Bel Geddes | nominalizare |
| 1956 | Premiile Tony                  | Cel mai bun regizor                   | Elia Kazan         | nominalizare |
| 1956 | Premiile Tony                  | Cel mai bun scenograf                 | Jo Mielziner       | nominalizare |

### Broadway 1974
| AN   | PREMIU              | CATEGORIE                             | NOMINALIZAT      | REZULTAT     |
| ---- | ------------------- | ------------------------------------- | ---------------- | ------------ |
| 1975 | Premiile Tony       | Cea mai bună actriță în rol principal | Elizabeth Ashley | nominalizare |
| 1975 | Premiile Drama Desk | Cea mai bună actriță                  | Elizabeth Ashley | nominalizare |
| 1975 | Premiile Drama Desk | Cea mai bună scenografie              | John Conklin     | nominalizare |

### Broadway 1990
| AN   | PREMIU                     | CATEGORIE                             | NOMINALIZAT     | REZULTAT     |
| ---- | -------------------------- | ------------------------------------- | --------------- | ------------ |
| 1990 | Premiile Tony              | Cea mai bună actriță în rol principal | Kathleen Turner | nominalizare |
| 1990 | Premiile Tony              | Cel mai bun actor în rol secundar     | Charles Durning | câștigător   |
| 1990 | Premiile Tony              | Cea mai bună actriță în rol secundar  | Polly Holliday  | nominalizare |
| 1990 | Premiile Drama Desk        | Cel mai bun revival                   |                 | nominalizare |
| 1990 | Premiile Drama Desk        | Cel mai bun actor în rol secundar     | Charles Durning | câștigător   |
| 1990 | Outer Critics Circle Award | Cel mai bun revival                   |                 | câștigător   |
| 1990 | Outer Critics Circle Award | Cel mai bun actor                     | Charles Durning | nominalizare |
| 1990 | Outer Critics Circle Award | Cea mai bună actriță                  | Kathleen Turner | nominalizare |

### Broadway 2003
| AN   | PREMIU                     | CATEGORIE                            | NOMINALIZAT      | REZULTAT     |
| ---- | -------------------------- | ------------------------------------ | ---------------- | ------------ |
| 2004 | Premiile Tony              | Cea mai bună actriță în rol secundar | Margo Martindale | nominalizare |
| 2004 | Premiile Drama Desk        | Cel mai bun actor în rol secundar    | Ned Beatty       | câștigător   |
| 2004 | Premiile Drama Desk        | Cea mai bună actriță în rol secundar | Margo Martindale | nominalizare |
| 2004 | Outer Critics Circle Award | Cel mai bun actor în rol secundar    | Ned Beatty       | nominalizare |
| 2004 | Outer Critics Circle Award | Cea mai bună actriță în rol secundar | Margo Martindale | nominalizare |
| 2004 | Drama League Award         | Revival remarcabil                   |                  | nominalizare |

### Broadway 2008
| AN   | PREMIU                     | CATEGORIE                         | NOMINALIZAT      | REZULTAT   |
| ---- | -------------------------- | --------------------------------- | ---------------- | ---------- |
| 2008 | Outer Critics Circle Award | Cel mai bun actor în rol secundar | James Earl Jones | câștigător |